# Jolchijtik
Jolchijtik är en ort i Mexiko.   Den ligger i kommunen Chamula och delstaten Chiapas, i den sydöstra delen av landet, 700 km öster om huvudstaden Mexico City. Jolchijtik ligger 2 438 meter över havet och antalet invånare är 284.
Terrängen runt Jolchijtik är huvudsakligen kuperad, men åt sydväst är den bergig. Jolchijtik ligger uppe på en höjd. Runt Jolchijtik är det tätbefolkat, med 550 invånare per kvadratkilometer. Närmaste större samhälle är San Cristóbal de las Casas, 13,4 km sydost om Jolchijtik. I omgivningarna runt Jolchijtik växer huvudsakligen savannskog.